# Idaea exquisita
Idaea exquisita là một loài bướm đêm trong họ Geometridae.